# Buatan Baru
Buatan Baru is een bestuurslaag in het regentschap Siak van de provincie Riau, Indonesië. Buatan Baru telt 1826 inwoners (volkstelling 2010).